# Controversie legali sulla serie di Harry Potter
Da quando divenne famosa alla fine degli anni 1990, la serie di Harry Potter scritta da J. K. Rowling è stata oggetto di una serie di controversie legali. Rowling, i suoi vari editori e Warner Bros., proprietaria dei diritti d'autore sui film di Harry Potter, hanno intrapreso numerose azioni legali per proteggerli, e hanno anche avanzato accuse di furto di diritti d'autore. La popolarità mondiale della serie di Harry Potter ha portato alla comparsa di una serie di sequel della saga non autorizzati e di altri progetti riguardanti la saga stessa, rendendo necessari sforzi per vietarli o contenerli da parte di Rowling e degli editori.
Un'altra area delle controversie legali relative alla serie di Harry Potter è quella relativa a una serie di ingiunzioni ottenute dalla Rowling e dai suoi editori per vietare a chiunque di distribuire o leggere i libri di Harry Potter prima della data di uscita ufficiale. Queste ingiunzioni hanno portato a critiche da parte degli attivisti per le libertà civili e la libertà di parola, e hanno portato a dibattiti riguardanti il "diritto di leggere". Al di fuori di queste controversie, anche una serie di particolari episodi legati alla serie di Harry Potter hanno portato ad azioni legali. Per esempio, nel 2005, un uomo è stato condannato a quattro anni di reclusione per aver sparato a un giornalista durante un accordo simulato riguardante alcune copie rubate di un romanzo inedito di Harry Potter, e per aver tentato di ricattare l'editore con la minaccia di rivelare i segreti di quel libro. Successivamente, nel 2007, la casa editrice Bloomsbury Publishing ha preso in considerazione un'azione legale contro la catena di supermercati ASDA per diffamazione, dopo che quest'ultima l'ha accusata di sovrapprezzo sull'ultimo romanzo della saga, Harry Potter e i Doni della Morte. Ad ASDA è in seguito stato vietato di vendere il romanzo.

## Accuse di violazione di copyright e marchio contro J. K. Rowling

### Nancy Stouffer
Nel 1999, l'autrice americana Nancy Kathleen Stouffer accusò J. K. Rowling di violazione di copyright e di marchio nei confronti dei libri di Stouffer del 1984 The Legend of Rah and the Muggles e Larry Potter and His Best Friend Lilly. Parti del libro The Legend of Rah and the Muggles furono infatti pubblicate nel 1986 dalla Ande Publishing Company, una società fondata da Stouffer insieme ad amici e familiari. La causa principale dell'accusa di Stouffer era la sua presunta invenzione della parola "Babbani" (Muggles), il nome di una razza di umanoidi presenti in Larry Potter and His Best Friend Lilly, e del personaggio Larry Potter. Larry Potter, come Harry Potter, era un ragazzo con gli occhiali e con i capelli scuri. Stouffer fece anche altri paragoni tra gli elementi dei libri di J. K. Rowling e quelli dei suoi romanzi, come il castello sul lago, una sala di ricevimento e le porte in legno.
J. K. Rowling, insieme a Scholastic Press (il suo editore americano) e Warner Bros., ha presentato una causa, dichiarando che non aveva violato nessuno dei diritti d'autore di Stouffer. La corte si è pronunciata a favore della Rowling. Nel corso del processo, si è ritenuto che la Rowling avesse dimostrato "con prove chiare e convincenti che Stouffer ha compiuto una frode ai danni della Corte, attraverso la presentazione di documenti falsi e attraverso la sua testimonianza non veritiera". Nel processo si dichiarò inoltre che Stouffer avesse cambiato alcune pagine dei suoi romanzi, per esempio inserendo la parola "babbano". Il caso è stato archiviato e a Stouffer è stata assegnata una multa di cinquantamila dollari per il suo "modello di condotta intenzionale in malafede", in relazione al suo utilizzo di informazioni false. Inoltre, Stouffer è anche stata condannata a pagare una parte delle spese legali dei querelanti. La scrittrice fece appello contro la decisione nel 2004, ma nel 2005 la Corte d'Appello del Secondo Circuito confermò la sentenza. Nel 2006 Stouffer dichiarò sul suo sito web che stava progettando di ripubblicare i suoi libri e che stava prendendo in considerazione la possibilità di presentare una nuova causa contro Warner Bros., J. K. Rowling e Scholastic Press.

### Wyrd Sisters
Nel 2005 la Warner Bros. offrì cinquemila dollari canadesi (e, in seguito, cinquantamila) al gruppo folk canadese Wyrd Sisters, per ottenere il diritto di usare il loro nome nella versione cinematografica di Harry Potter e il calice di fuoco. Rowling aveva scritto una scena del romanzo in cui una band chiamata Weird Sisters appariva a un ballo scolastico, e il gruppo possedeva i diritti sul nome in Canada. Tuttavia, l'offerta fu rifiutata da parte della band, che intraprese un'azione legale contro la Warner Bros., così come contro Jarvis Cocker dei Pulp e Jonny Greenwood e Philip Selway dei Radiohead, che avrebbero dovuto interpretare i componenti della band nel film. La band canadese ha presentato una causa da 40 milioni di dollari canadesi contro la Warner Bros. presso il tribunale dell'Ontario. Insieme alla causa, la band ha presentato anche un'ingiunzione per impedire l'uscita del film: non ebbero però successo, in quanto la richiesta è stata respinta e l'intera causa è stata archiviata nel novembre 2005. Nel giugno 2006, un giudice dell'Ontario ha decretato che la band pagasse alla Warner Bros. centoquarantamila dollari canadesi di spese legali, descrivendo la loro causa come "altamente invadente". In seguito a questa decisione il gruppo ha dichiarato che intendeva presentare ricorso contro la decisione. La band dei Wyrd Sisters, in seguito a questi episodi legali, ha riferito di aver subito minacce di morte ricevute da fan di Harry Potter.

### Adrian Jacobs
Nel giugno 2009 alcuni parenti di Adrian Jacobs, un autore di libri per bambini morto nel 1997, hanno accusato l'editore di J. K. Rowling, Bloomsbury Publishing, di aver plagiato "parti sostanziali" del suo lavoro nello scrivere il romanzo Harry Potter e il calice di fuoco. La famiglia di Jacobs ha affermato che una scena del Calice di fuoco era molto simile al libro di Jacobs Le avventure di Willy il mago, sostenendo che "sia Willy che Harry sono tenuti a capire l'esatta natura del compito principale del concorso, cosa che entrambi realizzano in un bagno e assistiti dagli indizi di aiutanti, per scoprire come salvare ostaggi umani imprigionati da una comunità di creature fantastiche metà umane e metà animali". Hanno anche avviato una causa congiunta contro Rowling e i suoi editori. Bloomsbury ha ribattuto con una propria dichiarazione, affermando che "questa affermazione è priva di merito e sarà difesa vigorosamente" e che la Rowling "non aveva mai sentito parlare di Adrian Jacobs né visto, letto o sentito parlare del suo libro". La famiglia di Jacobs ha in seguito pubblicato un sito web contenente dettagli ed estratti del libro. Infine, nel luglio 2010, l'azienda ha intentato una causa contro l'editore americano della Rowling, Scholastic Press, chiedendo che la società bruciasse tutte le copie di Harry Potter e il Calice di fuoco.
La causa contro Scholastic Press è stata archiviata il 6 gennaio 2011 e il giudice del caso ha affermato che non c'era abbastanza somiglianza tra i due libri per poter parlare di plagio. Il 21 marzo 2011, Paul Allen, un fiduciario della proprietà Jacobs, è stato condannato a pagare alla corte il 65% delle spese sostenute da Bloomsbury e Rowling, ovvero una cifra superiore a 1,5 milioni di sterline. Allen ha presentato ricorso contro il pagamento di questa somma, ma dovette pagare ulteriori cinquantamila sterline alla corte.

## Pubblicazioni internazionali
Nel 2002 è stato prodotto un sequel non autorizzato in lingua cinese, intitolato Harry Potter e Bao Zoulong. Secondo gli estratti tradotti, il libro consiste principalmente nel romanzo Lo Hobbit di J. R. R. Tolkien, ma con la maggior parte dei nomi cambiati in quelli dei personaggi di Harry Potter. Rowling e Warner Bros. hanno preso provvedimenti per interromperne la distribuzione, ma le copie del libro erano state distribuite per un breve periodo in tutto il mondo. Nel novembre 2002, la casa editrice Bashu, nella città cinese di Chengdu, accettò di pagare una multa di 1 600 sterline e di pubblicare delle scuse per aver stampato e distribuito il romanzo in questione. Nel 2007 si è stimato che in Cina circolassero circa 15 milioni di copie di romanzi falsi di Harry Potter e, nello stesso anno, gli agenti della Rowling, la Christopher Little Literary Agency, iniziarono a discutere la possibilità di procedimenti legali riguardanti una versione falsa di Harry Potter e i Doni della Morte che circolava in Cina.
Nel 2003, le accuse legali degli editori di Harry Potter portarono un editore indiano a interrompere la pubblicazione di Harry Potter a Calcutta, un libro scritto da Uttam Ghosh. In questo romanzo Harry incontra personaggi della letteratura bengalese.
Sempre nel 2003, i tribunali dei Paesi Bassi hanno impedito la distribuzione della traduzione in olandese di un libro di nome Tanya Grotter e il contrabbasso magico, il primo della serie russa di Dmitri Yemets riguardante un'apprendista maga. Rowling e i suoi editori hanno fatto causa, sostenendo che i libri di Grotter violano il diritto d'autore. Yemets e il suo editore originale con sede a Mosca hanno sostenuto che i libri non violavano nessun diritto d'autore, ma i tribunali olandesi hanno stabilito che i libri non potevano essere venduti nei Paesi Bassi. Nello stesso anno, poiché la traduzione olandese era ancora legale in Belgio, la casa editrice fiamminga Roularta Books decise di stamparne mille  copie per lasciare che fossero i lettori decidere se si trattasse di plagio, sperando che con quelle circostanze Rowling e i suoi editori non avrebbero fatto causa. Infatti Rowling non fece causa, ma poiché c'era molto interesse per il libro le copie furono presto esaurite. I libri continuano ad essere pubblicati in Russia e hanno dato origine a diversi sequel.
Ad agosto 2008 la Warner Bros. ha presentato una causa contro la società di produzione Mirchi Movies a causa della somiglianza del titolo del film di Bollywood Hari Puttar: A Comedy of Terrors con la serie di Harry Potter. Mirchi Movies ha affermato che c'è pochissima somiglianza tra Hari Puttar e qualsiasi elemento della serie di Harry Potter, e ha spiegato che Hari è un nome indiano molto diffuso, mentre "puttar" significa "figlio" in lingua punjabi, sebbene le versioni indiane di Harry Potter traducano anche il nome "Harry" in "Hari". La Warner Bros. affermò che il titolo creava confusione, ma il 24 settembre 2008 il tribunale di Delhi ha respinto l'affermazione sostenendo che i lettori di Harry Potter erano sufficientemente in grado di distinguere le due opere.

## Altre accuse di violazione di diritti d'autore
Nel 2000, in vista dell'uscita del film Harry Potter e la Pietra Filosofale; la Warner Bros., distributore del film, ha inviato una serie di lettere ai proprietari dei fan sites di Harry Potter, chiedendo che, per proteggere i diritti d'autore, cedessero i loro nomi di dominio. La scelta causò pubblicità negativa alla Warner Bros. per aver trattato la quindicenne Claire Field, creatrice del fan site britannico harrypotterguide.co.uk, con modalità descritte dal padre come "inutili tattiche prepotenti". La Warner Bros. fece marcia indietro di fronte all'opposizione dei media e dichiarò che, poiché il sito in questione non era commerciale, non violava il diritto d'autore.
Nell'edizione di maggio 2004, la pubblicazione dell'esercito americano The Preventive Maintenance Monthly, che istruisce i soldati su come mantenere il loro equipaggiamento, conteneva un fumetto basato su Harry Potter, con un personaggio chiamato Topper che risiedeva alla Mogmarts School con il professor Rumbledore, e inoltre c'erano anche altre somiglianze tra i nomi dei personaggi della rivista e quelli di Harry Potter. Gli avvocati di Rowling hanno dichiarato che il fumetto violava il diritto d'autore, ma l'editore della rivista, Ken Crunk, ha affermato che non fosse avvenuta alcuna violazione, poiché i suoi disegni non assomigliavano a nessuno dei personaggi di Harry Potter. Dopo una discussione con i rappresentanti di Rowling, la rivista ha accettato di non utilizzare più quei personaggi.

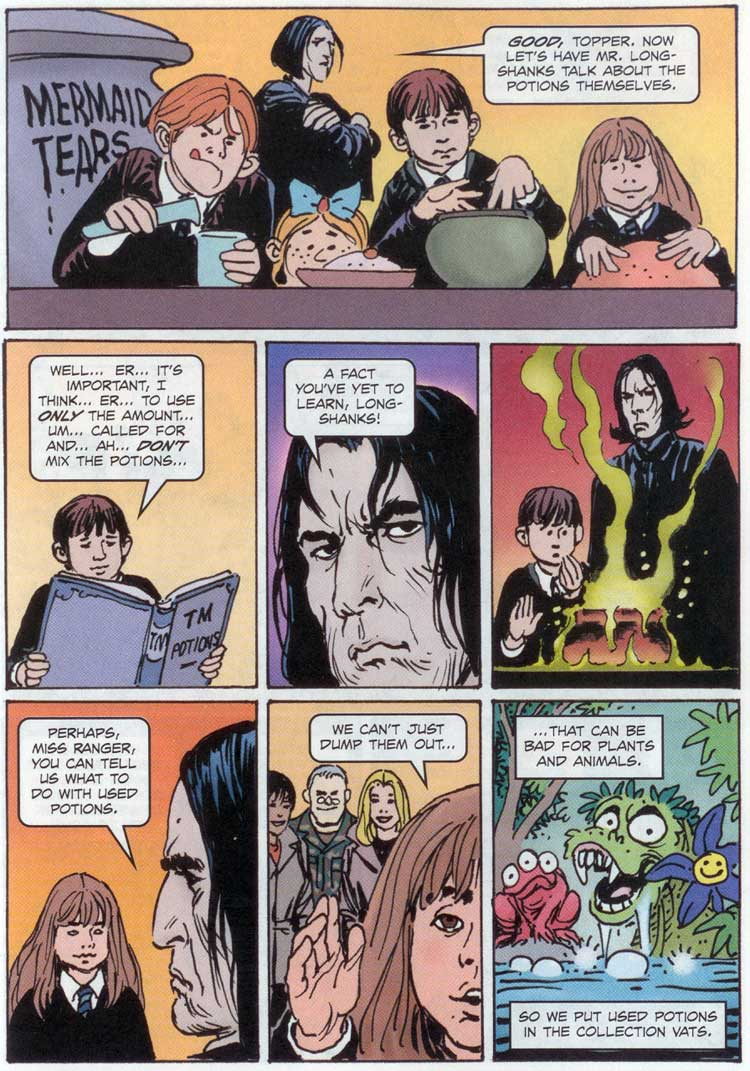
La Rowling ha mandato un avviso contro The Preventive Maintenance Monthly per un fumetto parodistico con personaggi simili a quelli di Harry Potter

Nel 2004 Rowling e Time Warner hanno intrapreso azioni legali contro l'attuale eBay. Il sito aveva infatti venduto e-book di Harry Potter creati illegalmente e non approvati da Rowling. L'anno seguente la stessa autrice avvertì i suoi fan che il merchandise autografato di Harry Potter in vendita su eBay in realtà non erano effettivamente firmati da lei. In seguito ha invitato i fan a protestare contro eBay, per evitare che altri utenti venissero truffati. Nel giugno 2007 eBay ha depositato documenti presso l'Alta Corte di Delhi, sostenendo che la Rowling aveva causato loro "umiliazioni e molestie immense". La corte ha però aggirato la causa, sostenendo che non avrebbe potuto emettere una sentenza finché il caso non fosse stato sottoposto a processo.
Nell'ottobre 2007 la Warner Bros. ha presentato una causa contro un gruppo che stava costruendo una facciata di un edificio, durante una festa religiosa indù nella città indiana di Calcutta, sostenendo che aveva eretto un'enorme replica del castello di Hogwarts senza autorizzazione. Inizialmente l'Alta Corte di Delhi dichiarò che l'iniziativa non violava i diritti d'autore di Rowling perché era senza scopo di lucro. Tuttavia queste dichiarazioni furono successivamente ritirate: la corte si schierò a favore della Warner Bros. ma non ordinò alcuna multa, che la Warner Bros. richiese perché tale azione era necessaria secondo la legislazione indiana. Nel novembre 2007 la Rowling discusse il caso sul suo sito web, dichiarando che "gli imputati non erano enti di beneficenza religiosi, e la loro non era una celebrazione religiosa. Al contrario, si trattava di un evento su larga scala, commerciale e sponsorizzato che coinvolgeva aziende tra cui un'importante banca indiana. L'evento, tuttavia, fu organizzato durante un festival indù". La corte stabilì che i diritti d'autore di Rowling erano stati violati, e che eventi come quello in questione avrebbero avuto bisogno del suo permesso.

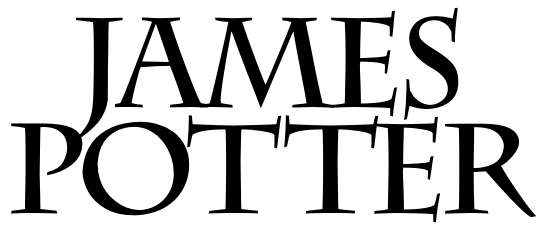
Il marchio denominativo della serie di James Potter

Il 31 ottobre 2007, la Warner Bros. e Rowling hanno citato in giudizio la casa editrice RDR Books, con sede nel Michigan, con l'obiettivo di bloccare la pubblicazione cartacea dell'Harry Potter Lexicon, una guida online al suo lavoro. Rowling ribadì sul suo sito web che intendeva scrivere un'enciclopedia di Harry Potter e che la pubblicazione di un libro simile prima del suo avrebbe danneggiato l'enciclopedia ufficiale. Successivamente un giudice ha vietato la pubblicazione del libro in qualsiasi forma finché il caso non fosse stato risolto. Nella loro causa, gli avvocati di Rowling hanno anche affermato che, poiché il libro si descriveva come una copia stampata del sito web di Harry Potter Lexicon, avrebbe pubblicato estratti dai romanzi e immagini fisse dei film senza che offrisse diverso materiale sufficiente per essere considerato un libro separato. Il processo si è concluso il 17 aprile 2008.
Nel novembre 2007, The Scotsman, un quotidiano scozzese, riportò che Rowling aveva minacciato un'azione legale contro il programmatore di computer americano G. Norman Lippert per violazione dei suoi diritti, producendo e pubblicando online il romanzo James Potter e il corridoio degli anziani, un sequel non ufficiale e non autorizzato della serie di Harry Potter. Il romanzo era ambientato 18 anni dopo la fine dell'ultimo capitolo ufficiale della serie, Harry Potter e i Doni della Morte, e descrive le avventure del figlio di Harry Potter, James Sirius Potter, durante il suo primo anno a Hogwarts. Uno specialista in diritto della proprietà intellettuale dell'Università di Strathclyde disse che "se un personaggio inconsistente di un romanzo viene preso e costruito da un altro autore in una nuova storia, ciò può costituire una difesa contro le violazioni del copyright". Lippert successivamente produsse un secondo sequel, James Potter e la maledizione del guardiano. Dopo che il romanzo è apparso online per la prima volta all'inizio di novembre 2007, alcuni fan di Harry Potter hanno pensato che il sito potesse far parte di un progetto di marketing per una continuazione ufficiale di Harry Potter, scritto o approvato da Rowling. Il 9 novembre 2007, l'agente di Rowling, Neil Blair, negò il coinvolgimento dell'autrice nel progetto, e la Warner Bros. negò che il romanzo fosse collegato alla serie ufficiale di Harry Potter.

## Ingiunzioni legali

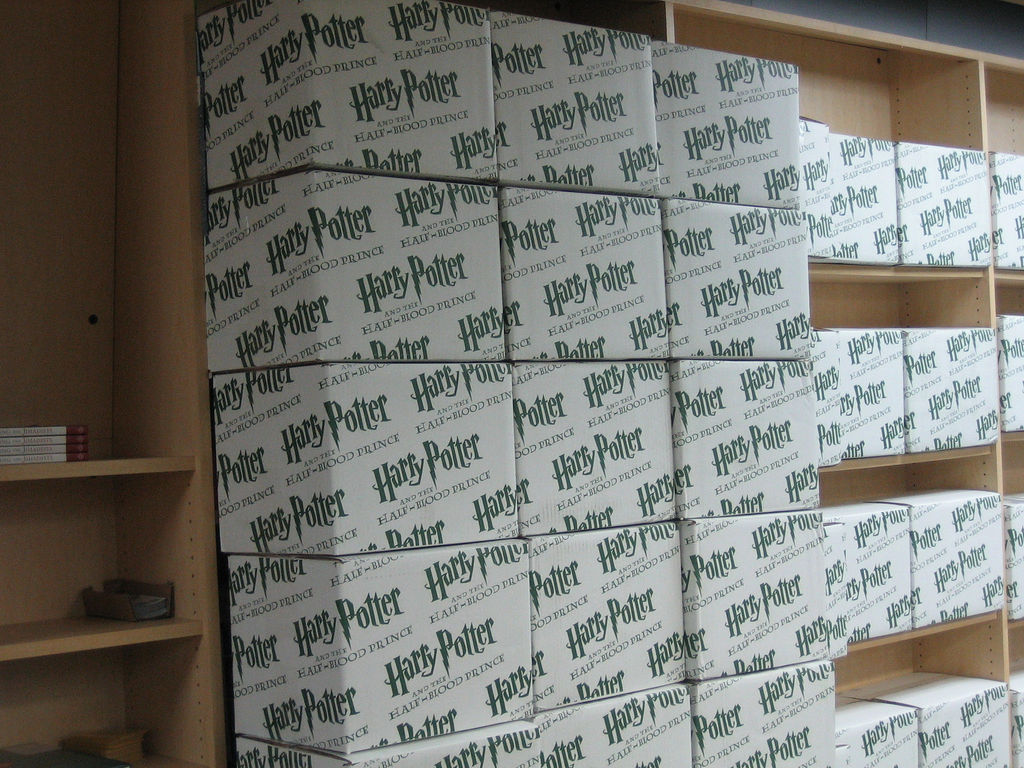
Scatole di Harry Potter e il Principe Mezzosangue in attesa di consegna

Rowling e i suoi editori hanno presentato una serie di ingiunzioni legali per garantire la segretezza dei libri della serie di Harry Potter prima del loro rilascio. Queste ingiunzioni hanno attirato su di loro diverse critiche da parte degli attivisti per le libertà civili.
Nel 2003, nel tentativo di mantenere il segreto sull'imminente pubblicazione del quinto libro della serie, Harry Potter e l'Ordine della Fenice, Rowling e i suoi editori ottennero un'ingiunzione rivoluzionaria contro "le persone che hanno possesso di una copia di questo libro o di parte di esso senza consenso". La sentenza ha portato, per la prima volta nella storia del diritto britannico, a un'ingiunzione contro soggetti ignoti: prima di allora le ingiunzioni potevano essere ottenute solo contro individui nominati.
Ci furono ulteriori polemiche nel 2005 con la pubblicazione del sesto romanzo, Harry Potter e il principe mezzosangue, quando il negozio di alimentari Real Canadian Superstore vendette accidentalmente diverse copie prima della data di uscita ufficiale. L'editore canadese Raincoast Books ha ottenuto dalla Corte Suprema della Columbia Britannica un'ingiunzione che vietò agli acquirenti di leggere le copie del libro in loro possesso. Michael Geist, professore canadese di ricerca su Internet e diritto del commercio elettronico presso l'Università di Ottawa, ha dichiarato in risposta: "L'affermazione della legge sul copyright era particolarmente sconcertante. Mentre la legge sul copyright fornisce ai titolari del copyright un paniere di diritti esclusivi, il diritto di vietare la lettura non è tra questi. In effetti, la legge sul copyright ha ben poco da dire su ciò che le persone possono fare con un libro una volta acquistato". L'attivista per la libertà di parola Richard Stallman ha pubblicato una dichiarazione sul suo blog chiedendo un boicottaggio, per far sì che l'editore si scusasse con il pubblico. Gli avvocati Fraser Milner e Casgrain, che rappresentavano Raincoast e formularono l'argomentazione legale a favore dell'ingiunzione, hanno confutato ciò, affermando che la Carta canadese dei diritti e delle libertà si applica solo al governo, non alle controversie private, e non offre alcuna tutela del diritto di lettura in ogni caso, e che gli acquirenti del libro di Harry Potter non avevano diritto di leggerlo.
Nel 2007 la Scholastic Corporation ha minacciato un'azione legale contro due rivenditori di libri, Levy Home Entertainment e DeepDiscount.com, per aver venduto copie dell'ultimo romanzo, Harry Potter e i Doni della Morte, prima della data di uscita ufficiale (il 21 luglio). In una dichiarazione ufficiale, Scholastic ha fatto appello "ai fan di Harry Potter che hanno acquistato i loro libri da DeepDiscount.com e potrebbero riceverne copie in anticipo, chiedendo di tenere nascosti i pacchi fino alla mezzanotte del 21 luglio".

## Ricatti
Nel giugno 2005 Aaron Lambert, una guardia di sicurezza presso un centro di distribuzione di libri a Corby, in Inghilterra, rubò alcune pagine di Harry Potter e il principe mezzosangue sei settimane prima della data di pubblicazione prevista. Fu arrestato il giorno seguente dopo aver negoziato per venderli a John Askill, un giornalista del Sun. Lambert ha sparato un colpo di pistola, ma Askill rimase illeso. Al processo dell'ottobre successivo, Lambert si dichiarò colpevole di aver minacciato Askill e di aver tentato di ricattare l'editore di Harry Potter, Bloomsbury. Nel gennaio 2006 Lambert è stato condannato a quattro anni e mezzo di reclusione.